# 단대호수공원
천호지(단대호수)는 만수위 기준 33ha의 면적으로 충청남도 천안시 동남구 안서동 천호저수지를 중심으로 조성된 31만 8000m2 규모의 호수 공원(도시계획시설 근린공원)이다. 천호지공원이라는 이름보다 단대호수공원라는 이름으로 많이 불리고 있으며 야경이 아름다워 천호지 야경이 천안 12경으로 선정되었다.

## 시설
관리되고 있는 시설로는 웰빙 마라톤 코스, 분수, 현수교 등이 설치되어 있다. 호수 공원 주변에 단국대학교 천안캠퍼스, 상명대학교 천안캠퍼스, 백석대학교, 백석문화대학교, 호서대학교 천안캠퍼스의 총 5개의 대학교가 밀집한 곳으로 많은 학생들이 찾는 곳이며, 웰빙 마라톤 코스 주변에는 개나리, 벚꽃, 매화꽃이 피어 있어 경관이 아름답고 호수에 잠겨있는 나무들과 함께 찾아오는 철새들의 휴식처로 새로운 생태계를 조성하고 있다.

## 천호저수지

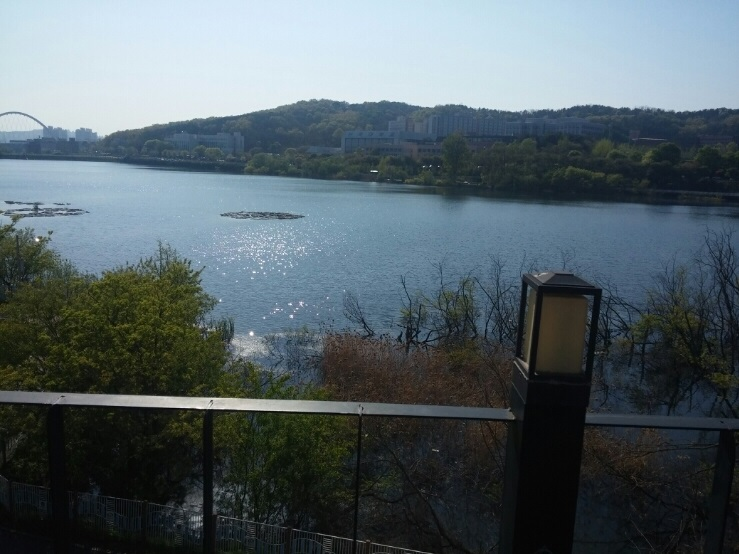
단대호수공원 전경 (천안)

천호지는 천호지생활체육공원이라고도 불리는데 천안시 동남구 안서동에 위치해 있으며 31만8천964m2의 부지에 총 95억원을 투입해 2.3km구간의 런닝코스를 중심으로 현수교, 아치교, 체육시설, 인라인장, 주차장 등을 갖추고 있다.
2009년 조성된 공원은 산책을 하거나 운동을 즐기는 시민과 대학생들이 자주 찾아 천안을 대표하는 여가활동공간으로 자리잡았으며 연인들의 데이트코스로 꾸준한 인기를 끌고 있다. 단대호수공원 내의 천호저수지는 한국농어촌공사 천안지사가 관리하고 있는 저수지이다.
천안시에 분포하는 저수지들 가운데, 유효 저수량 기준으로 규모가 큰 것 중의 하나로 124만 9000톤을 저장하고 있다. 천안시의 저수지를 준공 연도를 기준으로 보면, 가장 먼저 축조된 것은 1929년에 축조된 충청남도 천안시 성환읍 학정저수지인데 천호저수지는 1957년에 축조되었다. 천호저수지로 방류하는 문암저수지가 1977년에 축조되었고 1980년대 이후엔 저수지가 새로 축조되지 않았다.

## 가요
버스커 버스커의 <꽃송이가>에 나오는 ‘단대호수’가 천호지인데 처음 등장한 해가 2012년이었다. 버스커버스커는 ‘단대 호수’ ‘여수 밤바다’ 등 고색창연한 지명과, 손을 잡고 벚꽃길을 걷고 싶다거나, 배드민턴을 치자거나, 꽃송이가 그래그래 피었구나와 같이 고전적이고 소박한 정서로 단박에 그 모든 핫함을 ‘발라’버리고 메가히트를 기록했다.

## 같이 보기
- 일산 호수공원
- 성남중앙공원
- 율동공원